# Jacek Jaśkowiak
Jacek Jaśkowiak (ur. 10 marca 1964 w Poznaniu) – polski polityk i przedsiębiorca, od 2014 prezydent Poznania.

## Życiorys
Wychował się na Dębcu. We wczesnym dzieciństwie stracił ojca, który zginął w wypadku przy pracy.
Absolwent Wydziału Prawa i Administracji Uniwersytetu im. Adama Mickiewicza w Poznaniu. Był stypendystą GFPS na Uniwersytecie w Bielefeld. W okresie studiów wstąpił do Związku Młodzieży Wiejskiej.
Na początku lat 90. był dyrektorem do spraw handlowych w firmie Kulczyk Tradex. W 1997 został właścicielem firmy doradztwa gospodarczego, a w 2007 prezesem zarządu spółki prawa handlowego „Jaśkowiak” Sp. z o.o., działając w zakresie obsługi księgowej i doradczej zagranicznych przedsiębiorstw średniej wielkości. W 1997 poznał osobiście Jacka Kaczmarskiego, a następnie został menedżerem barda. Po jego śmierci prowadził w szkołach pogadanki o życiu i twórczości artysty. Postać Jacka Jaśkowiaka została uwieczniona w utworze „Przypowieść na własne 44. urodziny”.
Był jednym z głównych organizatorów zawodów Pucharu Świata w biegach narciarskich w Szklarskiej Porębie w 2012 i w 2014.
W wyborach samorządowych w 2010 bez powodzenia kandydował na urząd prezydenta Poznania z ramienia Porozumienia My-Poznaniacy, otrzymując 7,16% głosów ważnych.
W 2013 wstąpił do Platformy Obywatelskiej. W wyborach na prezydenta Poznania w 2014 startował jako kandydat tej partii. W I turze otrzymał 21,46% głosów. Wraz z dotychczasowym prezydentem Ryszardem Grobelnym (liderem komitetu Teraz Wielkopolska) przeszedł do II tury, którą wygrał z wynikiem 59,09% głosów, przejmując (po 16 latach urzędowania jego kontrkandydata) stanowisko prezydenta Poznania. W 2018 objął honorowym patronatem imprezę środowisk LGBT „Poznań Pride Week” oraz Marsz Równości w Poznaniu.
W wyborach na prezydenta Poznania w 2018 ubiegał się o reelekcję jako kandydat Koalicji Obywatelskiej (w skład której weszła m.in. Platforma Obywatelska). Wybory wygrał w I turze, otrzymując 55,99% głosów. W 2019 został wykładowcą na kierunku urban management w Collegium Da Vinci w Poznaniu. W listopadzie tego samego roku zgłosił swoją kandydaturę w prawyborach prezydenckich organizowanych przez PO. Ostatecznie w grudniu partyjną nominację otrzymała Małgorzata Kidawa-Błońska.
W wyborach w 2024 ponownie kandydował na urząd prezydenta Poznania. W I turze uzyskał najlepszy wynik spośród pięciorga kandydatów (43,74% głosów). W II turze otrzymał 70,67% głosów, pokonując kandydata PiS Zbigniewa Czerwińskiego.

## Życie prywatne
Zawarł związek małżeński z Joanną Jaśkowiak, wykonującą zawód notariusza. Ma dwóch synów: Jarosława i Stanisława. Pierwszy syn pochodzi z małżeństwa, drugi syn ze związku pozamałżeńskiego. Według relacji Jacka Jaśkowiaka, o posiadaniu przez niego nieślubnego syna oboje małżonkowie dowiedzieć się mieli w 2010. Kilka lat później małżonkowie znaleźli się w separacji, a w 2017 Joanna Jaśkowiak złożyła pozew o rozwód.
Od dzieciństwa uprawiał różne sporty, m.in. wioślarstwo w KW 04 Poznań, judo, boks i biegi długodystansowe. W 2002 wystartował w Biegu Piastów.
Jest ateistą, jednakże został wychowany w wierze katolickiej, był ministrantem w jednej z poznańskich parafii i w młodości planował zostać jezuitą.

## Wyniki wyborcze
| Wybory | Komitet wyborczy          | Komitet wyborczy               | Organ                | Okręg                 | Wynik           |
| ------ | ------------------------- | ------------------------------ | -------------------- | --------------------- | --------------- |
| 2010   |                           | KWW Porozumienie My.Poznaniacy | Rada Miasta Poznania | nr 2                  | 844 (4,73%)     |
| 2010   | Prezydent Miasta Poznania | Prezydent Miasta Poznania      | 11 761 (7,16%)       |                       |                 |
| 2014   | Prezydent Miasta Poznania | Prezydent Miasta Poznania      |                      | Platforma Obywatelska | 34 097 (21,46%) |
| 2014   | Prezydent Miasta Poznania | Prezydent Miasta Poznania      | 86 164 (59,09%)      | Platforma Obywatelska |                 |
| 2018   |                           | Koalicja Obywatelska           | Rada Miasta Poznania | nr 5                  | 11 185 (29,49%) |
| 2018   | Prezydent Miasta Poznania | Prezydent Miasta Poznania      | 127 125 (55,99%)     |                       |                 |
| 2024   | Rada Miasta Poznania      | Koalicja Obywatelska           | nr 5                 | 6442 (19,90%)         |                 |
| 2024   | Prezydent Miasta Poznania | Prezydent Miasta Poznania      | 82 147 (43,74%)      |                       |                 |
| 2024   | Prezydent Miasta Poznania | Prezydent Miasta Poznania      | 109 533 (70,67%)     |                       |                 |

## Odznaczenia i wyróżnienia
W 2021 otrzymał nagrodę „Komeda UMP”, przyznaną przez Senat Uniwersytetu Medycznego im. Karola Marcinkowskiego w Poznaniu. W 2024 otrzymał Brązowy Medal za Zasługi dla Policji.